# 第二世界 (奇幻文學)
第二世界（英語：Secondary world）是英國奇幻作家J·R·R·托爾金提出及倡導的文学创作概念。1939年，托爾金在蘇格蘭聖安德魯斯大學的演講中首度闡述了此一概念，其演講稿《論仙境故事》收錄於《查尔斯·威廉斯纪念论文集》出版。
托爾金認為「第一世界」是「是神所創造的宇宙，也就是我們日常生活的那個世界」，而用「幻想」創造出的「第二世界」其實是對第一世界的真實反映。他說：「故事创作者被证明是成功的‘次创造者’。他造出了一个第二世界，你的心智能够进入其中。他在里面所讲述的东西是‘真实的’，是遵循那个世界的法则的。因此，当你彷彿置身其中的时候，你就会相信它。」
托爾金筆下的中土大陸即是第二世界的實例。

## 影響
「第二世界」理論影響了許多後世的奇幻文學作品，《納尼亞傳奇》作者C·S·路易斯就是「第二世界」理論的支持者和追隨者。從「第二世界」理論進一步引申，後世學者還提出「High fantasy」（古典奇幻）的概念。